# Trochalus henrardi
Trochalus henrardi är en skalbaggsart som beskrevs av Louis Burgeon 1944. Trochalus henrardi ingår i släktet Trochalus och familjen Melolonthidae. Inga underarter finns listade i Catalogue of Life.